# Автошлях М 16
Автошлях М 16 — автомобільний шлях міжнародного значення на території України, Одеса — Кучурган — пункт контролю Кучурган (кордон з Молдовою). Проходить територією Одеської області. Збігається з частиною європейського маршруту E58 (Відень — Ужгород — Кишинів — Одеса — Ростов-на-Дону).
Починається в Одесі та закінчується в пропускному пункті Кучурган, що веде до Тирасполя в Молдові.
Загальна довжина — 58,9 км.

## Маршрут
Автошлях зокрема проходить через такі населені пункти:
| Автошлях М 16             |                          |
| Одеська область           |                          |
| Одеса                     | E58E87E95М05М14М15М27Н33 |
| Одеський район            |                          |
| Радісне                   |                          |
| Великий Дальник           |                          |
|                           | Т 1619                   |
| Василівка                 |                          |
| Кам'янка                  |                          |
| Роздільнянський район     |                          |
| Кучурган                  | Р33Т 1625                |
| Кучурган (пункт контролю) | М14 Кишинів              |